# ناحیه گیرنه

محل قرارگیری ناحیه کایرینا در نقشه قبرس

ناحیه کایرنیا یا گیرنه(یونانی: Κερύνεια; ترکی استانبولی: Girne) یکی از شش ناحیه قبرس می‌باشد. مرکز این ناحیه کایرنیا که جمعیت این ناحیه در سال ۲۰۱۱ میلادی ۷۲٫۲۸۴ نفر شمارش شده‌است و 
فرماندار کنونی ناحیه کایرینا گورکان کارا می‌باشد.